# Comesoma arenae
Comesoma arenae är en rundmaskart som beskrevs av Gerlach 1956. Comesoma arenae ingår i släktet Comesoma och familjen Comesomatidae. Inga underarter finns listade i Catalogue of Life.